# Virrat
Virrat (szw. Virdois) − miasto i gmina w Finlandii w regionie Pirkanmaa. Zamieszkane przez 7 498 osób. Powierzchnia wynosi 1 299,07 km², z czego 136,73 km² stanowi woda.
Gmina została utworzona w 1868 roku. W 1974 Virrat uzyskało status miasta targowego (kauppala), a w 1977 prawa miejskie.

## Sąsiadujące gminy
- Alavus
- Keuruu
- Kihniö
- Mänttä-Vilppula
- Ruovesi
- Seinäjoki
- Töysä
- Ylöjärvi
- Ähtäri

## Wsie
Härkönen, Jäähdyspohja, Ikkala, Killinkoski, Koro, Kotala, Kurjenkylä, Lahdenkylä, Liedenpohja, Ohtola, Rantakunta, Vaskuu, Vaskivesi, Äijänneva